# Krankenhaus-Lexikon für das Deutsche Reich
Das Krankenhaus-Lexikon für das Deutsche Reich ist ein Nachschlagewerk, das laut seinem Untertitel die Einrichtungen der „Anstaltsfürsorge für Kranke und Gebrechliche und die hygienischen Einrichtungen der Städte im Deutschen Reich am Anfang des zwanzigsten Jahrhunderts“ verzeichnet. Das nach amtlichen Quellen von Albert Guttstadt im Jahr 1900 herausgegebene, im Verlag Georg Reimer in Berlin erschienene Lexikon verzeichnet auf mehr als 900 Seiten die seinerzeit betriebenen Anstalten in den einzelnen Orten in alphabetischer Reihenfolge, jedoch aufgeteilt nach den einzelnen Gliedstaaten des Deutschen Kaiserreichs. Neben einem Sach- und Ortsregister enthält das Krankenhaus-Lexikon unter anderem einen Anhang „Deutsche Krankenhäuser außerhalb des Deutschen Reichs.“
Neben den Namen der Einrichtungen zeigt das Lexikon Bau- und Eröffnungsdaten der einzelnen Anstalten, die Namen der Eigentümer und der Leitungspersönlichkeiten sowie die Anzahl des medizinischen Personals, der Betten, der jährlich verpflegten Patienten sowie Angaben zur durchschnittlichen Verweildauer. Ergänzend finden sich Zahlen zu erhobenen oder geleisteten Verpflegungs-Geldern, zu Einnahmen und Ausgaben und anderen wirtschaftlichen Daten wie Zuschüsse und deren Herkunft.
Vorläufer des Lexikons war das in zwei Teilen 1885 und 1886 im Verlag des Königlichen statistischen Bureaus K11 in Berlin erschienene und ebenfalls von Albert Guttstadt bearbeitete Krankenhaus-Lexikon für das Königreich Preussen., Untertitel Die Anstalten für Kranke und Gebrechliche und das Krankenhaus-, Irren-, Blinden- und Taubstummenwesen ....
Ein Neudruck des 1900 verausgabten Werkes erschien 2018 als E-Book im PDF-Format im Verlag De Gruyter unter der ISBN 978-3-11-151626-4.

## Unentgeltliches Digitalisat
- Krankenhaus-Lexikon ... auf der Seite des ZB MED – Informationszentrum Lebenswissenschaften